# 文室有真
文室 有真（ふんや の ありざね/ありま）は、平安時代初期から前期にかけての貴族。官位は従五位上・下総守。

## 経歴
承和7年（840年）従五位下に叙爵し、出羽守に任ぜられる。承和15年（848年）には左衛門佐に任ぜられる一方、班山城田使長官・近江介にも補任され、引き続き地方行政に携わった。
仁寿4年（854年）相模権守、斉衡3年（856年）従五位上・陸奥守に叙任されるなど、文徳朝でも地方官を歴任する。しかし、貞観3年（861年）の陸奥守の任期終了時に、新任国司の坂上当道との解由がうまく進まず、期限内に官物の引き継ぎができなかったことを理由に按察使・葛木種主と共に公事稽留罪を科せられた。
その後も貞観5年（863年）下総守となおも地方官を務めている。

## 官歴
『六国史』の記載に従う。
- 時期不詳：正六位上
- 承和7年（840年） 8月22日：従五位下、出羽守
- 承和15年（848年） 2月3日：班山城田使次官。2月14日：左衛門佐。8月26日：近江介
- 嘉祥4年（851年） 4月1日：次侍従
- 仁寿4年（854年） 正月16日：相模権守
- 斉衡3年（856年） 2月8日：陸奥守。3月24日：従五位上
- 貞観5年（863年） 3月20日：下総守